# Ogoki Lake
Ogoki Lake är en sjö i Kanada.   Den ligger i Thunder Bay District och provinsen Ontario, i den sydöstra delen av landet, 1 000 km nordväst om huvudstaden Ottawa. Ogoki Lake ligger 276 meter över havet. Arean är 103 kvadratkilometer. Den sträcker sig 15,3 kilometer i nord-sydlig riktning, och 25,6 kilometer i öst-västlig riktning.
I omgivningarna runt Ogoki Lake växer i huvudsak blandskog. Trakten runt Ogoki Lake är nära nog obefolkad, med mindre än två invånare per kvadratkilometer.